# ألبرت بلونت
ألبرت بلونت (8 أغسطس 1889 في المملكة المتحدة - 10 نوفمبر 1961)  (بالإنجليزية: Albert Blount)‏ هو لاعب كريكت بريطاني (وحمل سابقاً جنسية المملكة المتحدة لبريطانيا العظمى وأيرلندا). لعب مع نادي مقاطعة ديربيشاير للكريكت ‏.